# Itta Bena
Itta Bena é uma cidade localizada no estado americano de Mississippi, no Condado de Leflore.

## Demografia
Segundo o censo americano de 2000, a sua população era de 2208 habitantes.
Em 2006, foi estimada uma população de 1946, um decréscimo de 262 (-11.9%).

## Geografia
De acordo com o United States Census Bureau tem uma área de
3,8 km², dos quais 3,7 km² cobertos por terra e 0,1 km² cobertos por água. Itta Bena localiza-se a aproximadamente 38 m acima do nível do mar.

## Localidades na vizinhança
O diagrama seguinte representa as localidades num raio de 20 km ao redor de Itta Bena.

## Filho Ilustre
O músico cantor de blues e guitarrista B. B. King (1925-2015) nasceu na cidade de Itta Bena.